# Freeride (VTT)
 (octobre 2013).
Si vous disposez d'ouvrages ou d'articles de référence ou si vous connaissez des sites web de qualité traitant du thème abordé ici, merci de compléter l'article en donnant les références utiles à sa vérifiabilité et en les liant à la section « Notes et références ».

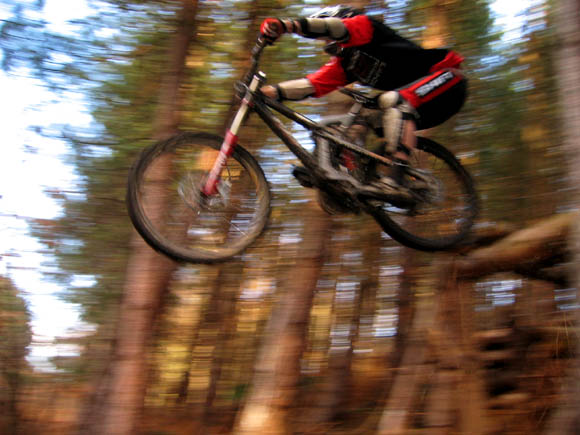
Freeride VTT en pleine forêt

Le freeride VTT est un terme utilisé à l'origine par les skieurs, puis recyclé et déposé par la marque américaine Cannondale, en 1999, pour promouvoir son modèle SuperV. 
Depuis, l'usage de ce terme a changé et sa signification reste très floue. On considère cependant que le freeride désigne une pratique visant à ouvrir et rouler de nouvelles traces en dehors des sentiers existants, composés de passages très techniques, de pentes raides, de sauts, etc.

## Histoire et définition dufree ride
À l'origine, le freeride est une expression non commerciale qui fait référence à une discipline du ski. Ce terme a été repensé et déposé par Joseph S. Montgomery (fondateur de la marque de VTT américaine, Cannondale), en 1999, pour promouvoir un modèle d'une nouvelle gamme de VTT, le SuperV.
Le free ride (pratique libre, au sens large), de quelque nature qu'il soit, est un sport ayant généralement une connotation extrême (d’où l'usage du mot free, qui signifie libre et donc sans limites), qui demande un effort physique intensif. D’après certains, il est l’esprit même du VTT. Cette discipline fait référence à la liberté totale qu’a le free rider.
Le free ride est une façon de dire que l’on est polyvalent dans certaines disciplines du VTT. C’est un mélange de randonnée sportive (cette discipline nous montre la liberté de rouler) et de descente (cette dernière est une sorte de course contre la montre, où les pilotes démarrent à un point élevé et suivent un itinéraire pour finir à une plus basse altitude).
Le free ride consiste à rouler sur des pistes qui mettent à l’épreuve, à la fois, la technique ainsi que l'endurance cardiovasculaire et musculaire.
Les vélos conçus pour cette discipline sont généralement composés de suspensions arrière et avant, de freins à disques à commande hydraulique, ainsi que de nombreux renforcements au niveau du cadre et des composants. Ils sont également conçus pour rouler longtemps et à grande vitesse sur terrains difficiles, techniques et ardus. 
Cette discipline a également fait naître des compétitions, des événements extraordinaires et reconnus mondialement tels que le Red Bull Rampage, le Freeride Mountain Bike World Tour, ou encore les Crankworx.